# Tysk hiphop
Tysk hiphop började under 1980-talet. Den var då en ren undergroundrörelse som var mycket politisk och musikalisk rå med artister som Cora E. och Advanced Chemistry. Först genom Die Fantastischen Vier och Rödelheim Hartreim Projekt blev den tyska hiphopen och rappen något för hitlistorna. Även om Die Fantastischen Vier något föraktfullt kallats[källa behövs] "poprappare" har deras musik gjort att en bredare publik i Tyskland hittat till hiphop på tyska. Ett centrum för den tyska hiphopen har Hamburg varit med artister som Fettes Brot, Absolute Beginner, Dynamite Deluxe, Samy Deluxe och 5 Sterne Deluxe. Dessa hiphopare låg bakom de flesta hits när hiphopen slog igenom på hitlistorna i Tyskland kring 2000. 

## Östtysk hiphop
Även i Östtyskland etablerade sig hiphopkulturen i slutet av 1980-talet, med en liten undergroundscen. Gruppen Electric Beat Crew slog igenom på svartklubbar i Östberlin, som enda östtyska hiphopgrupp som rappade på engelska, men upplöstes strax efter Berlinmurens fall.